# 托莱多 (爱荷华州)
托莱多（Toledo）是美国艾奥瓦州泰马县的城市，是泰马县的县城， 2010年人口普查时人口为2341人。

## 历史
托莱多成立于1853年，作为泰马县的县城。 它以俄亥俄州托莱多命名。 托莱多于1866年建市。